# Guillaume d'Awans
Guillaume d'Awans, nommé aussi Guillaume-Roger d'Awans, est le fils de Humbert Corbeau dit le Vieux.
Seigneur d'Awans entre 1259 et 1268, il épouse une fille de d'Ywen de Montferrant.
Il fut le chef du parti des Awans durant la guerre des Awans et des Waroux.